# Turistická značená trasa 4245
Turistická značená trasa 4245  je zelená trasa Klubu českých turistů určená pro pěší turistiku v Královéhradeckém kraji v okrese Trutnov vedená z města Dvůr Králové nad Labem na vrch Zvičina. 
| Km  | bod                      | navazující, křižující trasy | souřadnice                        | nadm. výška |
| 0   | Dvůr Králové žst.        | 1862, 7375                  | 50°24′53″ s. š., 15°47′50″ v. d.* | 325 m *     |
|     | Dvůr Králové - nad žst.  | 1862, 7375                  | 50°24′54″ s. š., 15°47′35″ v. d.* | 350 m *     |
| 1,5 | Zálesí                   | 1862                        | 50°24′55″ s. š., 15°46′44″ v. d.* | 445 m *     |
| 3   | Doubravice               |                             | 50°24′20″ s. š., 15°45′44″ v. d.* | 387 m       |
| 5,5 | Zátluky                  | 1862                        | 50°25′16″ s. š., 15°45′6″ v. d.*  | 410 m *     |
| 6,5 | Pod Dehtovem             | 0427, 7291                  | 50°25′44″ s. š., 15°44′55″ v. d.* | 445 m *     |
| 7   | Pod Pokladem             | 7291                        | 50°25′56″ s. š., 15°44′48″ v. d.* | 410 m *     |
| 8,5 | Bílá Třemešná            | 0426                        | 50°26′32″ s. š., 15°44′47″ v. d.* | 350 m *     |
|     | Bílá Třemešná, žel. most | 0426                        | 50°26′45″ s. š., 15°44′10″ v. d.* | 370 m *     |
|     | Nad Bílou Třemešnou      | 0426                        | 50°26′58″ s. š., 15°43′21″ v. d.* | 450 m *     |
| 11  | Perná, u kříže           | 7291                        | 50°26′47″ s. š., 15°42′38″ v. d.* | 560 m *     |
| 12  | Pod Zvičinou, sedlo      | 1865                        | 50°26′51″ s. š., 15°41′58″ v. d.* | 575 m *     |
| 13  | Zvičina, Raisova chata   | 0409 0426 1865 4245 7287    | 50°27′17″ s. š., 15°41′45″ v. d.* | 671 m       |

* přibližný údaj